# Хосмер, Эрик
Эрик Джон Хосмер (англ. Eric John Hosmer, 24 октября 1989, Саут-Майами, Флорида) — американский бейсболист, игрок первой базы. В последнее время выступал за клуб Главной лиги бейсбола «Сан-Диего Падрес». Победитель Мировой серии 2015 года в составе «Канзас-Сити Роялс». Четырёхкратный обладатель награды Золотая перчатка, обладатель награды Сильвер Слаггер. Участник Матча всех звёзд лиги 2016 года. В составе сборной США принимал участие в играх Мировой бейсбольной классики 2013 и 2017 годов. В 2017 году стал победителем турнира и вошёл в состав сборной его звёзд.

## Биография
Эрик Хосмер родился 24 октября 1989 года в городе Саут-Майами. Его отец Майк работал пожарным, мать Илеана, сбежавшая с Кубы в возрасте девяти лет, была медсестрой. Он окончил школу Америкен Херитейдж в Плантейшене. В выпускной год Хосмер в составе школьной бейсбольной команды отбивал с показателем 47,0 %, выбив 11 хоум-ранов и набрав 27 RBI. В 2008 году газета South Florida Sun-Sentinel назвала его Игроком года во Флориде. Перед драфтом Главной лиги бейсбола 2008 года журнал Baseball America оценивал Хосмера как лучшего силового бьющего среди выпускников школ.

### Канзас-Сити Роялс
На драфте Главной лиги бейсбола 2008 года Хосмер был выбран клубом «Канзас-Сити Роялс» под общим третьим номером. В 2009 году он выступал на уровне A-лиги, отбивая с показателем 24,1 %. Его результаты улучшились в сезоне 2010 года, который он провёл в составах «Уилмингтон Блу Рокс» и «Нортвест Арканзас Нейчуралс». Эффективность отбивания Хосмера выросла до 33,8 %, он выбил 20 хоум-ранов. Сезон 2011 года он начал в составе «Омахи». В Лиге Тихоокеанского побережья он отбивал с показателем 43,9 %. Пятого мая 2011 года Хосмер был переведён в основной состав «Роялс». Он сыграл в 128 матчах регулярного чемпионата с показателем отбивания 29,3 %, выбив 19 хоум-ранов и набрав 73 RBI. В голосовании определявшем лучшего новичка сезона в Американской лиге Хосмер занял третье место, уступив Джереми Хелликсону и Марку Трамбо. В 2012 году ему не удалось развить успех, в играх регулярного чемпионата показатель отбивания Хосмера снизился до 23,2 %. При этом по итогам сезона он вошёл в число претендентов на награду Золотая перчатка лучшему игроку в защите.

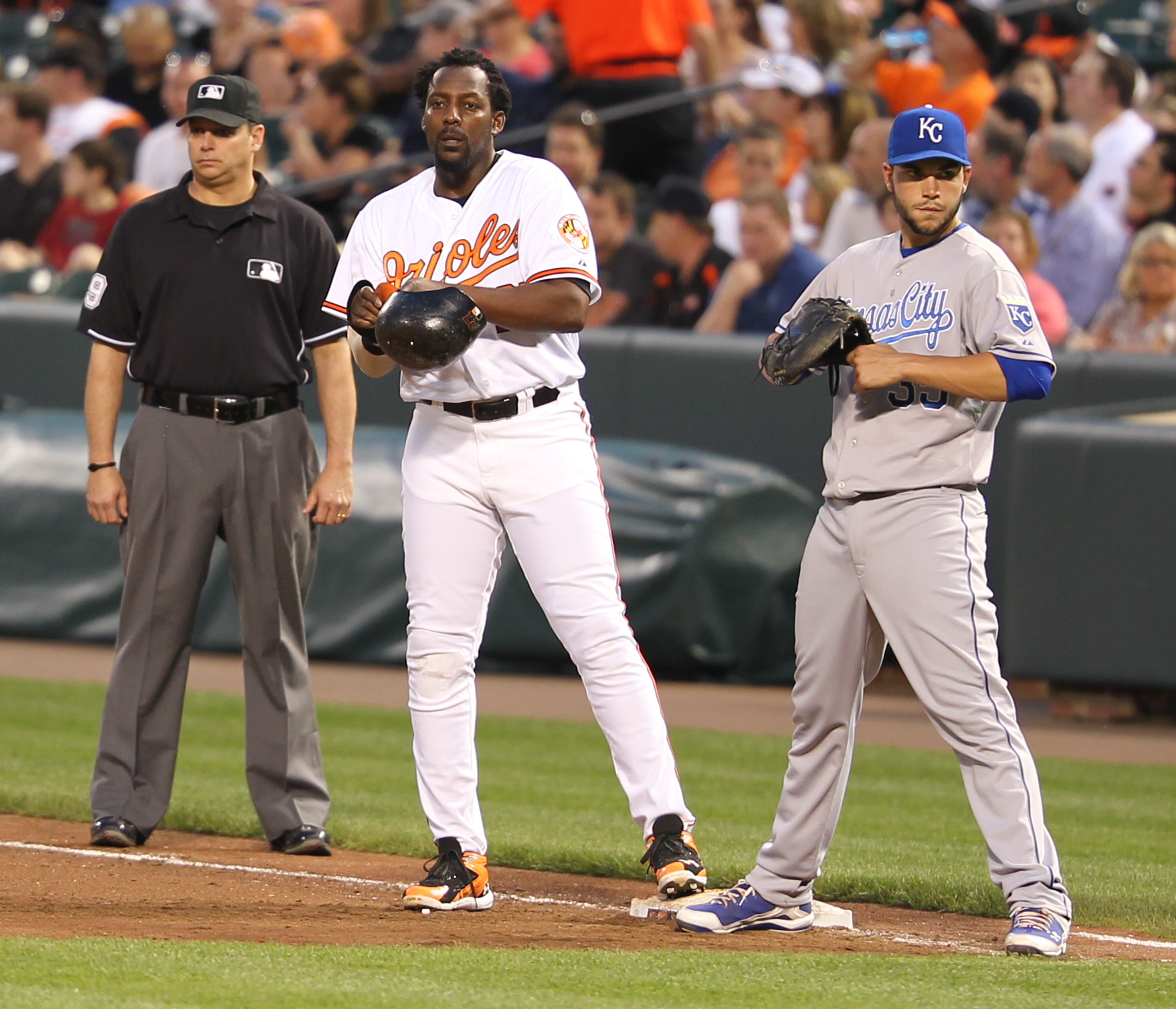
Эрик Хосмер (справа) и Владимир Герреро в матче между «Роялс» и «Ориолс» в 2011 году.

В марте 2013 года Хосмер был включён в состав сборной США на игры Мировой бейсбольной классики вместо травмированного Марка Тейшейры. В чемпионате Главной лиги бейсбола он сыграл в 158 матчах с показателем надёжности игры в защите 99,4 %. По итогам сезона Хосмер стал обладателем награды Золотая перчатка, первым в истории «Роялс» на позиции игрока первой базы. Также он стал лучшим игроком команды с показателем отбивания 30,2 %, выбил 17 хоум-ранов, набрал 79 RBI и установил личный рекорд, выбив 34 дабла. Отделение Ассоциации бейсбольных журналистов Америки в Канзас-Сити присудило Хосмеру награду Игроку года в составе «Роялс».
Регулярный чемпионат 2014 года Хосмер провёл неровно. В первой его части он отбивал с эффективностью 24,6 %, в последние три месяца этот показатель вырос до 32,1 %. Второй год подряд он стал обладателем Золотой перчатки. В плей-офф он проявил себя как один из лидеров «Роялс». В игре уайлд-кард раунда против «Окленда» Хосмер выбил три хита в четырёх выходах на биту и заработал два уока, а его команда выиграла 9:8 в двенадцатом иннинге. В Дивизионной серии против «Лос-Анджелес Энджелс», выигранной со счётом 3:0, он выбил четыре хита. С показателем отбивания 40,0 % Хосмер провёл Чемпионскую серию с «Балтимором», «Роялс» одержали в ней победу со счётом 4:0. Общий показатель его эффективности игры на бите в плей-офф составил 35,1 %.
В играх регулярного чемпионата 2015 года он отбивал с показателем 29,7 %, с 18 выбитыми хоум-ранами и 93 RBI. В третий раз подряд он стал обладателем Золотой перчатки на позиции первого базового в Американской лиге. В победном для «Канзас-Сити» плей-офф Хосмер сыграл в пятнадцати матчах, набрав шестнадцать RBI. Его показатель отбивания при занятых базах составил 34,4 %, тогда как при пустых он отбивал с эффективностью всего 3,6 %. В 2016 году Хосмер впервые в карьере преодолел отметку в 25 хоум-ранов и 100 RBI в играх регулярного чемпионата. Он впервые сыграл в Матче всех звёзд Главной лиги бейсбола и вошёл в число финалистов голосования, определявшего обладателя Золотой перчатки.
В феврале 2017 года Хосмер был включён в состав сборной США на игры Мировой бейсбольной классики. Команда стала победителем турнира, а Хосмер по его итогам был включён в символическую сборную звёзд. В регулярном чемпионате 2017 года, ставшим для него последним в составе «Роялс», Хосмер отбивал с показателем 31,8 % и выбил 25 хоум-ранов. По его итогам он в четвёртый раз в карьере получил награду Золотая перчатка. После завершения сезона он получил статус свободного агента. В феврале 2018 года он подписал восьмилетний контракт на 144 млн долларов с «Сан-Диего Падрес». Сделка стала крупнейшей в истории клуба на тот момент и предусматривала возможность расторжения соглашения по инициативе игрока после пятого года.

### Сан-Диего Падрес
В первом сезоне в составе «Падрес» Хосмер сыграл 151 матч, отбивая с эффективностью 25,0 %. Он завершил регулярный чемпионат с максимальными для себя показателями числа получаемых страйкаутов и выбитых граундболов. На таком же уровне он отыграл чемпионат 2019 года, отбивая с показателем 27,1 % и выбив 21 хоум-ран против 18 годом ранее.
В День открытия сезона 2020 года в матче против «Аризоны» Хосмер набрал шесть RBI, установив клубный рекорд. Всего в сокращённом из-за пандемии COVID-19 сезоне он сыграл в 38 матчах.